# Assemblea de Melilla
L'Assemblea de Melilla és l'òrgan representatiu d l'autogovern de la Ciutat Autònoma de Melilla (Espanya). La cambra té la seva sea al Palau de l'Assemblea de Melilla i està formada per un total de 25 diputats triats per sufragi universal, lliure, directe i secret i que tenen també la condició de regidors en assumir les funcions que les lleis reconeixen a l'organització municipal.
L'Estatut d'Autonomia de Melilla, aprovat per Llei orgànica de 13 de març de 1995 a l'empara de l'article 144, b) de la Constitució, atribueix a l'Assemblea les funcions de triar al President de la Ciutat, que ho és també de l'Assemblea i el control del Consell de Govern, inclosa la moció de censura al President i les facultats normatives pròpies per a la seva organització. Com a altres comunitats autònomes se li reconeix el dret a presentar projectes de llei davant el Congrés dels Diputats i a remetre al mateix proposicions de llei, però no la potestat legislativa.

## Composició de l'Assemblea
L'Assemblea de Melilla està formada pel President, que és al mateix temps Alcalde i President de la Ciutat Autònoma, i vint-i-cinc diputats dels diferents partits polítics.

### Composició de la cambra (Legislatura 2023-2027)
| Grups parlamentaris en l'Assemblea de Melilla |                      |                     |                     |        |     |
| Partits                                       | Partits              | Portaveu            | Líder               | Escons | +/- |
|                                               | PP de Melilla        | Isabel Moreno       | Juan José Imbroda   | 14     | 4   |
|                                               | Coalició per Melilla | Hassan Mohatar      | Dunia Al-Mansouri   | 5      | 3   |
|                                               | PSOE Melilla         | Francisco Vizcaino  | Gloria Rojas        | 3      | 1   |
|                                               | Vox                  | José Miguel Tasende | José Miguel Tasende | 2      | =   |
|                                               | Som Melilla          | Amin Azmani         | Amin Azmani         | 1      | 1   |

### President
| Legislatura | President/a         | President/a                        | Partit         | Inici de mandat      | Fi de mandat         |
| ----------- | ------------------- | ---------------------------------- | -------------- | -------------------- | -------------------- |
| 1995-1999   |                     | Ignacio Velázquez Rivera           | PP             | 14 de març de 1995   | 3 de març de 1998    |
| 1995-1999   |                     | Enrique Palacios Hernández         | Independent    | 3 de març de 1998    | 5 de juliol de 1999  |
| 1999-2003   |                     | Mustafa Hamed Moh Mohamed Aberchán | CpM            | 5 de juliol de 1999  | 19 de juliol de 2000 |
| 1999-2003   |                     | Juan José Imbroda Ortiz            | UPM            | 20 de juliol de 2000 | 16 de juny de 2003   |
| 2003-2007   |                     | Juan José Imbroda Ortiz            | PP             | 16 de juny de 2003   | 9 de juliol de 2007  |
| 2007-2011   | 9 de juliol de 2007 | Juan José Imbroda Ortiz            | PP             | 4 de juliol de 2011  |                      |
| 2011-2015   | 4 de juliol de 2011 | Juan José Imbroda Ortiz            | PP             | 6 de juliol de 2015  |                      |
| 2015-2019   | 6 de juliol de 2015 | Juan José Imbroda Ortiz            | PP             | 18 de juny de 2019   |                      |
| 2019-2023   |                     | Eduardo de Castro González         | Indep. (ex-Cs) | 18 de juny de 2019   | 7 de juliol de 2023  |
| 2023-2027   |                     | Juan José Imbroda Ortiz            | PP             | 7 de juliol de 2023  | En el càrrec         |